# Love Today
Singles de Mika
Grace Kelly
(2007) Big Girl (You Are Beautiful)
(2007)
Pistes de Life in Cartoon Motion
My Interpretation Relax, Take It Easy
Love Today est un single du chanteur Mika, sorti en 2007 et extrait de son album Life in Cartoon Motion.

## Historique
Il est commercialisé le 16 avril 2007 en version téléchargeable au Royaume-Uni, puis le 23 avril en single physique. En France, il est sorti le 27 août 2007. Il s'est classé 6e des ventes de singles en Grande-Bretagne et 5e en France. En Australie, il est commercialisé le 23 juillet et fut utilisé par la station de radio Austereo comme musique de publicité.
La chanson a été utilisée dans une publicité américaine pour l'opérateur téléphonique Verizon Wireless et pour une bande annonce de MTV.
Le 6 décembre 2007, cette chanson est nommée en tant que « Meilleure Chanson Dance » pour la 50e cérémonie des Grammy Awards qui se déroule à Los Angeles en 2008.

## Clip vidéo
Mika chante avec ses musiciens devant un écran qui retransmet des images « psychédéliques ».

## Formats

### Single
1. Love Today – 3 min 57
2. The Only Lonely One [Demo]
3. Billy Brown [Acoustic]
4. Love Today [Switch remix] – 5 min 41

### 7" Single
1. Love Today
2. Stuck in the Middle [Acoustic Version]

### 12" Single
1. Love Today [Switch Remix]
2. Love Today [Rob Mello's No Ears Vocal Remix]
3. Love Today [Rob Mello's No Ears Dub Remix]

### Single DVD
1. Love Today [Video] – 3 min 57
2. Grace Kelly [Video] – 3 min 08
3. Love Today – 3 min 57
4. Grace Kelly – 3 min 08
5. Grace Kelly [Tom Neville Dub Remix] – 7 min 08

### Versions officielles
- UK Radio Edit – 3 min 25
- Album Version – 3 min 57
- Erick Kupper Extended Vocal Mix - 8 min 41
- Erick Kupper Dub - 6 min 45
- Erick Kupper Radio Edit - 3 min 44
- Switch Remix – 5 min 41
- Moto Blanco Radio Edit – 3 min 29
- Moto Blanco Remix – 7 min 17
- Rob Mello's No Ears Vocal Remix - 6 min 36
- Rob Mello's No Ears Dub Remix - 7 min 12
- Patrick Wolf Remix – 4 min 09

## Classement des ventes
| Pays                        | Meilleure position |
| --------------------------- | ------------------ |
| Afrique du Sud (Diffusions) | 9                  |
| Argentine                   | 2                  |
| Australie                   | 2                  |
| Belgique                    | 3                  |
| Brésil (Clubs)              | 1                  |
| Canada                      | 2                  |
| Chypre                      | 4                  |
| Croatie                     | 4                  |
| États-Unis                  | 3                  |
| États-Unis (Pop)            | 8                  |
| États-Unis (Dance)          | 2                  |
| Europe                      | 2                  |
| Finlande                    | 3                  |
| France                      | 1                  |
| France (Téléchargements)    | 1                  |
| Irlande                     | 3                  |
| Italie                      | 2                  |
| Lettonie (Diffusions)       | 1                  |
| Liban (Diffusions)          | 1                  |
| Lituanie                    | 1                  |
| Luxembourg                  | 8                  |
| Nouvelle-Zélande            | 8                  |
| Pologne                     | 16                 |
| Royaume-Uni                 | 2                  |
| Russie (Diffusions)         | 3                  |
| Slovénie                    | 4                  |
| Suède                       | 7                  |
| Suisse                      | 6                  |
| République tchèque          | 10                 |